# Furgella damarina
Furgella damarina är en insektsart som först beskrevs av Louis Albert Péringuey 1910.  Furgella damarina ingår i släktet Furgella och familjen myrlejonsländor. Inga underarter finns listade i Catalogue of Life.